# Сорока, Андрей Витальевич
Андрей Витальевич Сорока (укр. Андрій Віталійович Сорока; 29 августа 1995, Гнивань — 1 ноября 2022, Донецкая область) — украинский военнослужащий, старший лейтенант, участник российско-украинской войны. Герой Украины (8 июля 2023, посмертно).

## Биография
Андрей Сорока окончил Гниванскую общеобразовательную школу №1, а затем поступил в Национальную академию внутренних дел Украины. После завершения обучения служил в 40-м полку Национальной гвардии.
С 2014 года принимал участие в АТО и ООС на востоке Украины. В мае 2022 года вместе с отцом отправился на фронт для защиты Украины от российской агрессии.
1 ноября 2022 года Андрей Сорока погиб при выполнении боевого задания в Донецкой области.

## Награды
- Звание «Герой Украины» с удостоением ордена «Золотая Звезда» (8 июля 2023, посмертно) — за личное мужество и героизм, проявленные в защите государственного суверенитета и территориальной целостности Украины, верность военной присяге[1].